# Château de Faulin
Le château de Faulin est un château situé à Lichères-sur-Yonne, en France.
Le château étant connu dans le
Film culte La Grande Vadrouille.

## Description
L'enceinte forme un quadrilatère d'environ 90 m sur 32, jadis entouré de fossés. La partie droite forme la basse-cour, à laquelle on accède par une poterne à pont-levis et machicoulis ; elle abrite plusieurs communs. La partie gauche, à peu près carrée, est défendue aux angles extérieurs par un haut donjon carré flanqué d'une guette, et par une tour ronde protégeant une ancienne poterne murée du côté de la vallée.
Le petit château seigneurial se trouve au centre de la cour noble : « (autrefois) isolé de toutes parts, il se compose d'un corps de logis défendu par deux grosses tours rondes (du côté de la colline) et (agrémenté sur l'autre face par) une troisième tourelle (carrée) renfermant l'escalier ». 
Les ouvertures « divisées par leurs croisées de pierre », offrent de fines moulures. Plusieurs au rez-de-chaussée « ont conservé les barreaux de fer extérieurs qui empêchaient l'escalade », et qui « sont terminés par des tiges de fleurs de lys naturelles habilement imitées ». On remarque plusieurs cheminées, la vis de l'escalier, et une chapelle voûtée dans l'une des deux grosses tours.

## Historique
Le site est mentionné pour la première fois au XIIIe siècle, et appartient alors aux Ascelin, seigneurs de Châtel-Censoir.
Le château actuel a été construit à la fin du XVe siècle, par les Le Bourgoing, une famille nivernaise l'ayant acquise en 1389, et dont une branche, les Le Bourgoing du Faulin, conservera le château durant trois siècles ; plusieurs de ses membres occuperont des charges importantes à la cour des ducs de Nevers.
Sous le second Empire, il appartenait au marquis de Vogué.
L'édifice est classé au titre des monuments historiques en 1993.